# 北母子里駅

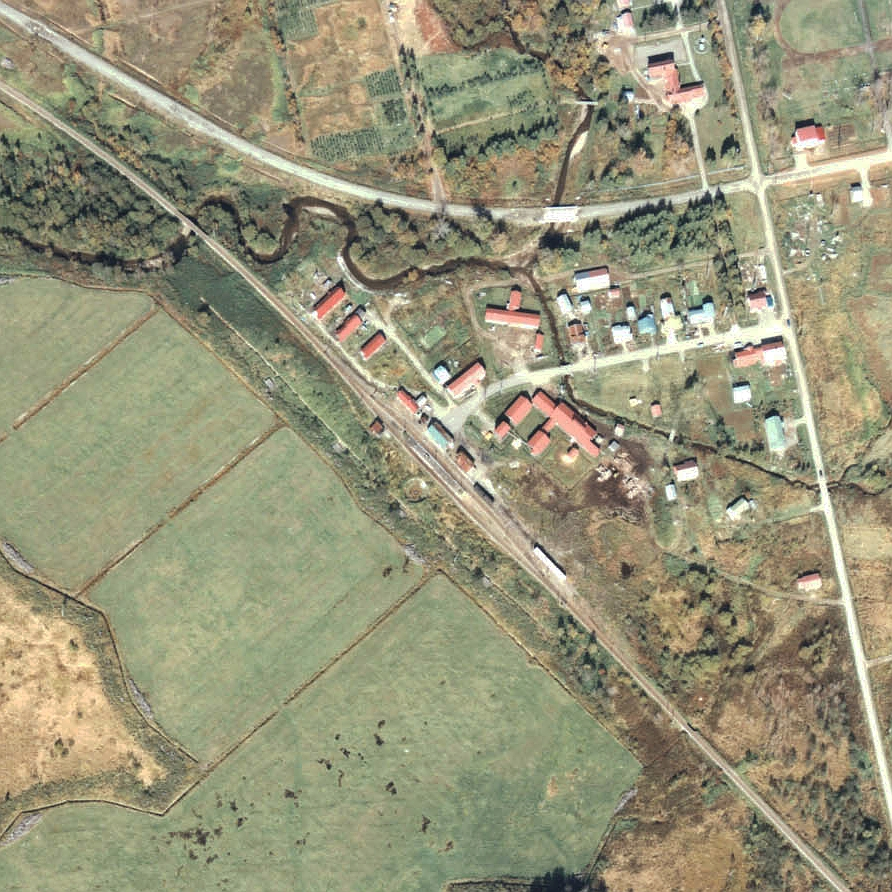
1977年の北母子里駅と周囲約500m範囲。右下が名寄方面。島式ホーム1面2線の他、駅舎側に朱鞠内側から貨物線が引き込まれている。この貨物線は、ホーム外側の本線に棒線化された後も撤去されず残されていた。ストックヤードは駅舎横の名寄側がかつて利用され、多くの木材が野積みされていた時期もあったが、既に長年使用されずに草生しており、保線車両用の白く長い車庫がその前に設置されている。駅裏には補機用蒸気機関車の転車台跡の窪みが残されている。

北母子里駅（きたもしりえき）は、北海道（空知支庁）雨竜郡幌加内町字母子里にあった北海道旅客鉄道（JR北海道）深名線の駅（廃駅）である。事務管理コードは▲121414。

## 歴史
- 1941年（昭和16年）10月10日 - 鉄道省深名線朱鞠内駅 - 初茶志内駅（後の天塩弥生駅）間延伸開通（深名線全通）に伴い開業[2]。一般駅[3]。
- 1949年（昭和24年）6月1日 - 日本国有鉄道に移管。
- 1982年（昭和57年）3月29日 - 貨物取扱い廃止[4]。
- 1984年（昭和59年）
  - 2月1日 - 荷物取扱い廃止[4]。
  - 11月10日 - 無人化[5]。
- 1987年（昭和62年）4月1日 - 国鉄分割民営化によりJR北海道に継承[4]。
- 1995年（平成7年）9月4日 - 深名線の廃線に伴い廃止となる[4]。

### 駅名の由来
当駅の所在する地名「母子里」より。根室本線に同音の茂尻駅（もしり）が既に存在したため「北」を冠した。
地名は、アイヌ語の「モシリウンナイ（mosir-un-nay）」（島・がある・川）の前半部分に由来する。当地は北海道大学農学部雨竜演習林のモシリウンナイ事業区に属し、1928年（昭和3年）に演習林が植民地区画を行って「茂知」植民地と名付けた。その後最初の植民が行われ、その中の若い家族に子供が生まれたことから、当地の看守所職員がこれを記念して植民地名を「母子里」と改名し、1930年（昭和5年）の村議会で正式な地区名となった。

## 駅構造
廃止時点で、島式ホーム（片面使用）1面1線を有する地上駅であった。ホームは線路の北側（名寄方面に向かって左手側、旧上り線）に存在した。そのほか深川方から駅舎側に分岐し駅舎東側の旧貨物ホームへの行き止まりの側線を1線有していた。かつては島式ホーム1面2線を有する列車交換可能な交換駅で、駅舎側（北側）が下り線、外側（南側）が上り線となっていた。使われなくなった駅舎側の1線（下り線）は、交換設備運用廃止後は撤去されたが、ホーム前後の線路は分岐器の名残で湾曲していた。
無人駅となっていたが、有人駅時代の駅舎が残っていた。駅舎は構内の北側に位置し構内踏切で側線及び旧下り線跡を渡りホーム西側とを結ぶ通路で連絡した。当駅所在地は1978年（昭和53年）2月に氷点下41.2度という戦後の公式日本最低気温を記録したことで有名であり、真冬は氷点下30度以下になることも多かったが、当駅設置の温度計は氷点下30度までしか計測出来ない物であった。その後同年3月に国鉄総裁の高木文雄が当駅を訪れた際にその話を聞き、後日氷点下60度まで計れる寒暖計を特注して当駅と朱鞠内駅に贈呈している。当駅待合室に駅ノートがあり、耐寒体験に訪れた人々の思い出が記されていたとのことである。

## 利用状況
- 1981年度（昭和56年度）の1日乗降客数は31人[11]。
- 1992年度（平成4年度）の1日乗降客数は24人[10]。

## 駅周辺
- 国道275号（美深国道）
- 北海道道688号名寄遠別線
- 母子里簡易郵便局
- 朱鞠内湖（雨竜第一ダム）
- 北海道大学演習林[13]
- モシリウンナイ川 - 地名由来となった川[10]。
- 美深峠 - 駅の北[13]
- ジェイ・アール北海道バス深名線「母子里」停留所

## 駅跡
廃駅後しばらく駅舎が残っていたが1998年（平成10年）に解体され、跡地はNTTの携帯電話中継の基地局となった。また、プラットホームは2000年（平成12年）時点では残存している。2011年（平成23年）時点でも同様で、ルポルタージュによると生い茂る雑草に埋もれていたという。

## 隣の駅
北海道旅客鉄道
深名線
湖畔駅 - 北母子里駅 - 天塩弥生駅
かつて湖畔駅と当駅との間に蕗ノ台駅と白樺駅が存在した（1990年（平成2年）3月10日廃止）。